# Egon Zimmermann (Skirennläufer, 1939)
Egon Zimmermann (* 8. Februar 1939 in Lech, Vorarlberg; † 23. August 2019 ebenda), zur Unterscheidung von einem weiteren Skirennläufer gleichen Namens auch oft als Egon Zimmermann II bezeichnet, war ein österreichischer Skirennläufer. Er wurde 1962 Weltmeister im Riesenslalom und 1964 Olympiasieger in der Abfahrt.

## Werdegang
Zimmermann begann im Alter von sechs Jahren mit dem Skilauf. Schon bald wurde man im Ski-Club Arlberg auf sein Talent aufmerksam und begann ihn entsprechend zu fördern. Neben dem Skitraining absolvierte er in Frankreich eine Ausbildung zum Koch. Seine ersten großen Erfolge feierte er im Jahr 1959, als er sämtliche Bewerbe bei den Österreichischen Juniorenmeisterschaften gewann und in der Kombination am Ätna erstmals in einem internationalen Rennen in der Allgemeinen Klasse siegte. Im nächsten Winter gewann er unter anderem den Slalom, den Riesenslalom und die Kombination bei den Holmenkollen-Kandahar-Rennen in Norwegen, die Riesenslaloms in Sestriere und Val-d’Isère und wurde Dritter in der Lauberhornabfahrt von Wengen. In der Saison 1960/61 erreichte er den zweiten Platz in der Hahnenkammabfahrt von Kitzbühel sowie zwei Siege in Abfahrt und Kombination der 3-Tre-Rennen in Canazei.
Seine ersten ganz großen Erfolge feierte Zimmermann bei den Weltmeisterschaften 1962 im französischen Chamonix: Vor seinen beiden Teamkollegen Karl Schranz und Martin Burger wurde er Weltmeister im Riesenslalom und in der Abfahrt holte er hinter Schranz und dem Franzosen Émile Viollat die Bronzemedaille. Im weiteren Saisonverlauf gewann er den Slalom der Arlberg-Kandahar-Rennen in Sestriere und wurde jeweils Zweiter in Abfahrt und Kombination. Zwei weitere Siege gelangen ihm in der Abfahrt und der Kombination von Zermatt. Im Winter 1962/63 gewann Zimmermann die Abfahrt und die Kombination am Hahnenkamm in Kitzbühel, ebenfalls Abfahrt und Kombination in Megève sowie den Slalom in Bad Wiessee. Am Ende dieses Winters wurde er von der Internationalen Vereinigung der Ski-Journalisten (AIJS) mit dem erstmals vergebenen Skieur d’Or ausgezeichnet.
Nachdem Zimmermann am 7. Jänner 1964 beim Riesenslalom in Bad Hindelang mit nur einer Hundertstelsekunde Rückstand auf den Schweizer Sieger Edmund Bruggmann Zweiter geworden war und am 10. und 11. Jänner 1964 beide Riesenslaloms am Lauberhorn in Wengen gewonnen hatte, feierte er den größten Erfolg seiner Karriere bei den Olympischen Winterspielen 1964 in Innsbruck: Im Abfahrtslauf am Patscherkofel wurde er Olympiasieger vor dem Franzosen Léo Lacroix und dem Deutschen Wolfgang Bartels. Vor allem in seinem zweiten Bewerb, dem Riesenslalom, zählte er als Weltmeister 1962 zu den Favoriten, fiel jedoch im ersten Durchgang aus. Nach den Spielen gewann er noch die Abfahrt im schwedischen Gällivare.
Im Herbst 1964 erlitt der Vorarlberger bei einem Verkehrsunfall schwere Verletzungen und konnte erst in der Saison 1965/66 wieder an Rennen teilnehmen, erreichte aber nie mehr ganz die früheren Leistungen. Mit Podestplätzen in den Abfahrten von Madonna di Campiglio und Sun Valley sowie im Riesenslalom von Gries am Brenner qualifizierte er sich für die Weltmeisterschaften 1966 im chilenischen Portillo und belegte den zwölften Platz in der Abfahrt, den Riesenslalom konnte er nicht beenden.
In der ersten Saison des Skiweltcups erreichte Zimmermann den vierten und siebenten Platz in Abfahrt und Slalom von Wengen und wurde in der Abfahrt von Kitzbühel Fünfter, kam jedoch Ende Jänner im Abfahrtstraining von Megève schwer zu Sturz und musste die Saison vorzeitig beenden. In der Saison 1968 kehrte er wieder in den Skizirkus zurück, kam aber nur in der Abfahrt von Wengen unter die besten zehn. Dennoch konnte er bei den Olympischen Winterspielen 1968 starten und belegte den 13. Abfahrtsrang. Er beendete seine Karriere im Amateurskisport am 4. September 1968 und wechselte zu den Profirennen, in denen er noch einige gute Resultate erreichte.
Ab 1966 baute Zimmermann das Vier-Sterne-Hotel „Kristberg“ in Lech auf, das er bis zu seinem Tod im August 2019 führte. Er litt an Multipler Sklerose.

Am 23. August 2019 starb Egon Zimmermann 80-jährig an Herzversagen in seinem Geburtsort Lech und wurde am 31. August am örtlichen Friedhof in Lech bestattet.

## Erfolge

### Olympische Winterspiele
- Innsbruck 1964: 1. Abfahrt
- Grenoble 1968: 13. Abfahrt

### Weltmeisterschaften
- Chamonix 1962: 1. Riesenslalom, 3. Abfahrt
- Innsbruck 1964 : 1. Abfahrt
- Portillo 1966: 12. Abfahrt
- Grenoble 1968 : 13. Abfahrt

### Weltcup
- Vier Platzierungen unter den besten zehn, davon zweimal unter den besten fünf

### Österreichische Meisterschaften
- Österreichischer Meister in der Abfahrt 1966
- Österreichischer Juniorenmeister in Abfahrt, Slalom, Riesenslalom und Kombination 1959

## Auszeichnungen (Auszug)
- Skieur d’Or: 1963[8]
- Goldenes Ehrenzeichen für Verdienste um die Republik Österreich: 1996